# Douglas DC-3
Дуглас ДС-3 «Дакота» (Douglas DC-3 также известный под наименованиями C-47, C-53, R4D и "Dakota", ПС-84 и Ли-2 (в СССР), Showa L2D2 — L2D5 (в Японии)) — американский ближнемагистральный транспортный самолёт с двумя поршневыми двигателями. Разработан предприятием Douglas Aircraft Company. Первый полёт — 17 декабря 1935 г. Выпускался во множестве пассажирских и транспортных вариантов, в США и Японии — до 1945 г., в СССР — до 1952 г. Один из самых массовых самолётов в истории мировой авиации: серийный выпуск, с учётом всех модификаций и лицензионного производства вне США, составил 16 079 машин. Первый в мире самолёт (косвенно), совершивший посадку на полюс.

## История

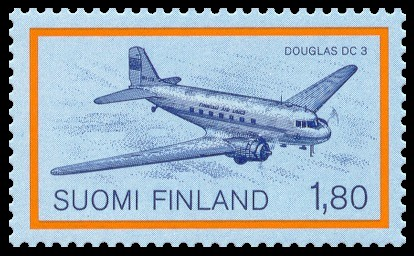
Douglas DC-3 на почтовой марке Финляндии, 1988

В 1934 году авиакомпания American Airlines предложила фирме "Douglas Aircraft" создать самолет на 14 спальных мест, способный без посадки, преодолевать маршрут Нью-Йорк - Чикаго. Самолёт должен был сочетать «скорость, надежность и прибыльность DC-2 с комфортом биплана Curtiss T-32 Condor со спальными местами». Первоначально конструкторы планировали оборудовать спальными местами салон DC-2, но узкий салон не позволял провести такую доработку. Было принято решение создать полностью новый самолет, максимально используя наработки по DC-2. Этот проект получил название DST (Douglas Sleeper Transport).
Был спроектирован новый фюзеляж с увеличенной длиной и шириной, который стал более круглым в сечении. Салон разделили на семь отсеков с двумя креслами в каждом. Ночью кресла расскладывались, образуя два спальных места — одно над другим. У верхних мест — узкие иллюминаторы.
Кроме разработки ночного варианта, авиакомпания заказала и дневной вариант самолета с салоном на 28 посадочных мест. Эта версия и получила название DC-3.
DC-3 был разработан на основе предыдущей машины Douglas DC-2. Окончательный вариант нового самолета сложился к маю 1935 года. К этому времени от конструкции DC-2 осталось менее 10 %.
Первый полёт самолёт совершил 17 декабря 1935 года, он продолжался полтора часа. Испытания прошли успешно, а незначительные замечания были устранены. 21 мая 1936 года самолет получил сертификат летной годности и был допущен к перевозкам людей и грузов. Руководил постройкой опытного образца Артур Рэймонд. У самолёта была увеличена дальность полёта, и он получил возможность пересечь континентальную территорию США всего с тремя посадками для дозаправки. Продолжительность рейса на восток составляла около 15 часов, на запад (с учётом преобладающего встречного ветра) — порядка 17 часов. До 1940-х, чтобы пересечь США, требовалось лететь целый день — самолёт делал очень много посадок, и не было прямого рейса. В основном же большинство рядовых граждан ехало на поезде (тогда поездка занимала несколько суток). Таким образом, с появлением DC-3 трансконтинентальные авиаперелёты в США стали пользоваться большей популярностью. К 1938 году ДС-3 выполняли 95% всех гражданских перевозок в США. В самом начале авиаперевозчики США заказали 400 самолётов.
Звёздным часом для самолёта стала Вторая мировая война, когда встала острая необходимость в транспортном самолёте большой дальности действия для централизованных перевозок, транспортировки личного состава и связи. Военный вариант самолёта получил название C-47 Skytrain. В отличие от гражданской версии, он имел более мощные моторы и усиленный изнутри корпус. Внешне военная машина отличалась большим люком грузового отсека, расположенным на левом борту фюзеляжа. Место пассажирского салона заняла грузовая кабина с усиленным полом. Была удалена звукоизоляция и усилены шасси. Компоновка пассажирского салона различалась в зависимости от назначения самолёта. В результате доработок полезная нагрузка возросла на полторы тонны.
Постепенно эти самолёты проникли в Европу, а потом и в СССР, где выпускался ПС-84 (лицензионный вариант DC-3), а затем Ли-2, представлявший собой вариант ПС-84, перепроектированный под советские моторы и ГОСТы. В Японии DC-3 получил название Showa L2D.

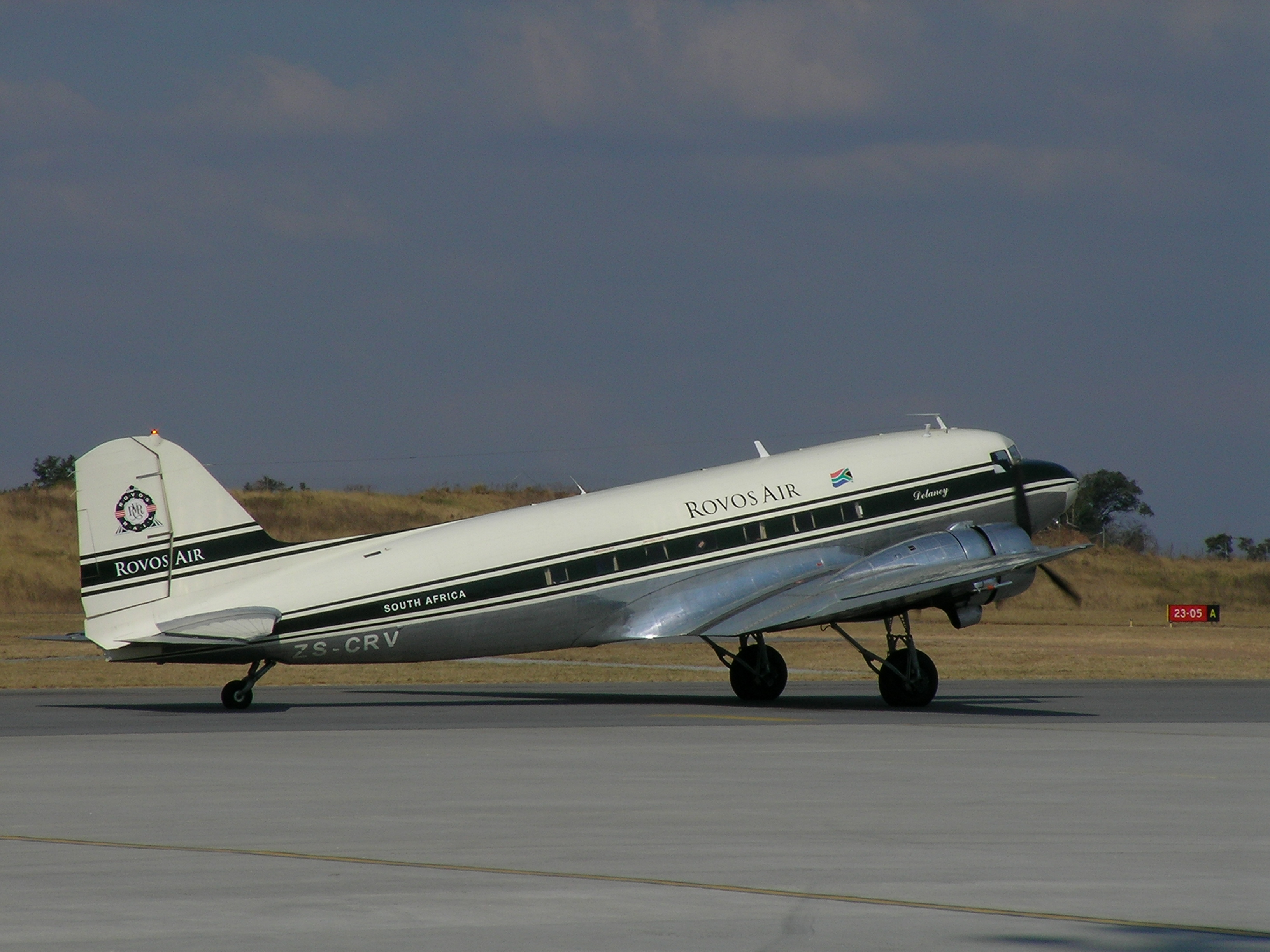
Грузовой DC-3 (C-47A) авиакомпании Rovos Air, Южная Африка, 2006

Существовало множество вариантов DC-3, которые использовались для различных целей. Например, существовали версии для навигационного обучения, разведки, для спасения людей на море. Особенно хочется выделить версию вооружённого транспортного самолёта, использовавшуюся во Вьетнаме и получившую прозвище «Спуки». Существовала даже версия поплавкового гидросамолёта.
DC-3 нашёл широчайшее применение в качестве транспортного и пассажирского самолёта в различных странах мира. Вплоть до 1970-х годов самолёт играл значительную роль в своей нише авиационных перевозок. Несмотря на прогресс авиации и появление новых машин, этот исторический самолёт (в 2010 году исполнилось 75 лет со дня его первого полёта) и в настоящее время ограниченно эксплуатируется некоторыми частными авиаперевозчиками — в основном для местных грузовых перевозок. Его надёжность и простота в эксплуатации, пригодность для работы с грунтовых аэродромов, прочность конструкции привели к заслуженно высокой репутации самолёта у пилотов.
Только Fokker F27 в незначительной мере стал заменой DC-3. Но, как говорят пилоты: «Лучшая замена для DC-3 — другой DC-3»

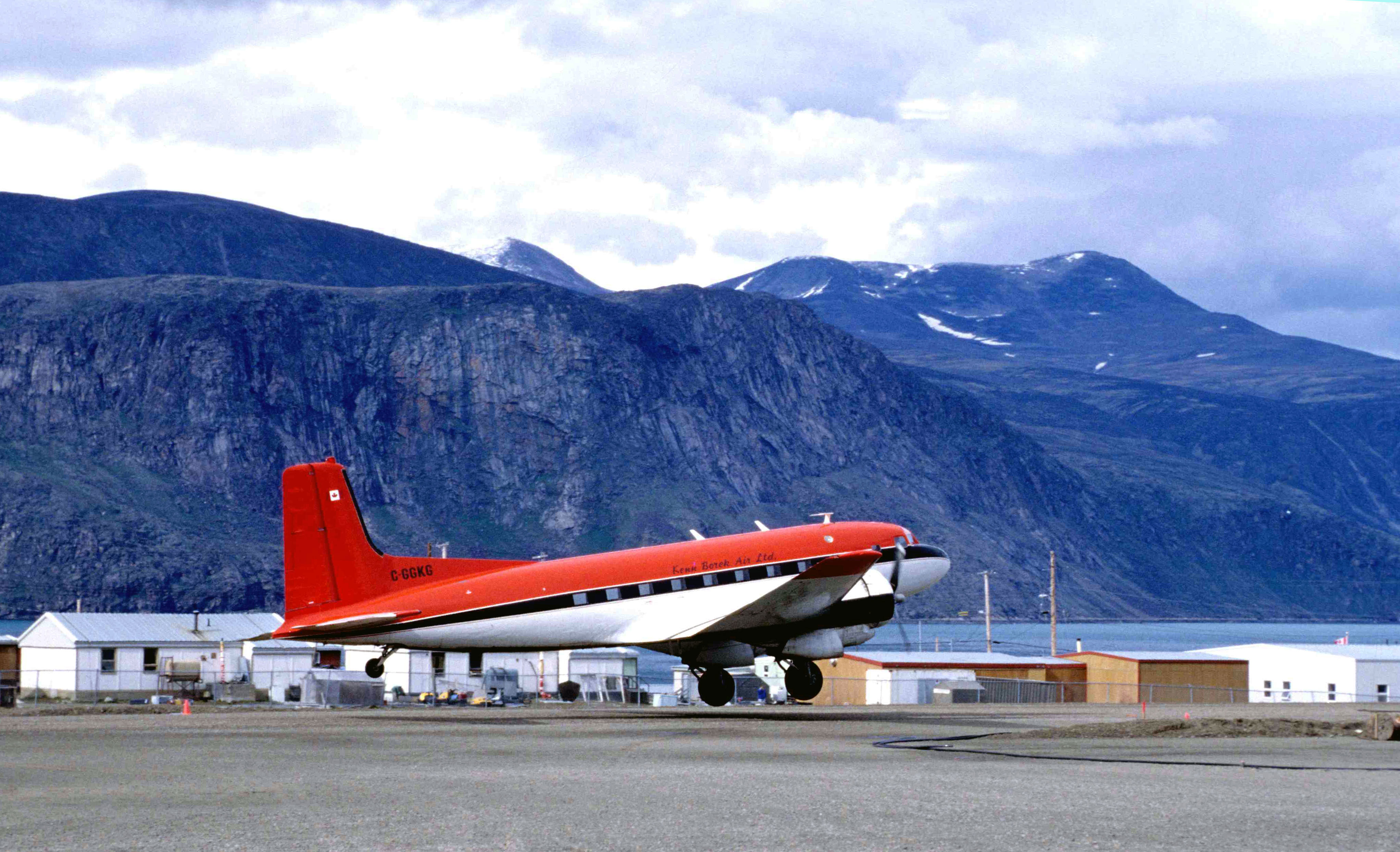
DC-3 в Нанавуте, Канада

## Конструкция
Двухмоторный поршневой свободнонесущий низкоплан нормальной аэродинамической схемы, с убирающимся шасси с хвостовым колесом и однокилевым оперением. Конструкция цельнометаллическая, за исключением полотняной обшивки на рулевых поверхностях.
- Фюзеляж — типа полумонокок, почти круглого сечения. Силовой каркас фюзеляжа состоит из 50 стрингеров и 50 шпангоутов. Гладкая обшивка из дюралюминия крепится к каркасу при помощи потайной клепки. Внутреннее пространство фюзеляжа разделено на три части: пилотская кабина, пассажирский салон и хвостовая часть. В носовой части расположен отсек для приборов и оборудования, затем четырехместная закрытая кабина экипажа. Кабина экипажа застеклена - лобовые стекла триплекс, боковые плексигласовые стекла сдвижные. Позади пилотской кабины багажно-почтовый отсек. За ним пассажирский салон на 14-28 посадочных мест, в зависимости от комплектации. Стандартный вариант салона - 21 посадочное место. Кресла располагались в семь рядов по три кресла в каждом. Над креслами были установлены сетчатые полки для ручной клади. Пассажирский салон был оборудован вентиляцией и отоплением и был обит новым звукопоглощающим материалом, снижающим уровень шума до 55 децибел. У каждого ряда кресел были установлены иллюминаторы. Входные двери располагались позади салона. Аварийные выходы - с правой стороны, между вторыми и третьими рядами кресел, и на левой стороне напротив третьего ряда. Позади пассажирского салона туалет с умывальником, гардероб и багажное отделение[3].
- Крыло — многолонжеронное свободнонесущее, разъёмное, трапециевидное в плане. Конструктивно состоит из центроплана и двух отъёмных консолей. Центроплан жестко интегрирован в конструкцию фюзеляжа. Отъёмные консоли установлены под углом 2 градуса к линии горизонта. На центроплане смонтированы гондолы двигателей.  В силовой набор крыла входят три несущих лонжерона и один вспомогательный. Обшивка гладкая, работающая. К вспомогательному лонжерону крепятся элероны и закрылки. Механизация крыла - элероны и щелевые закрылки. Элероны снабжены триммерами. Каркас элеронов металлический, обшивка полотняная[3].
- Хвостовое оперение — однокилевое классической схемы. Цельнометаллическое, кроме полотняной обшивки рулей высоты и направления. Киль жестко связан с конструкцией фюзеляжа и имеет руль направления. Стабилизатор свободнонесущий с рулями высоты. Руль направления и рули высоты снабжены триммерами[3].
- Шасси — трехопорное с хвостовым поворотным колесом. Стойки шасси вилкообразные с гидро-пневматичекими амортизаторами. На каждой из стоек установлено по одному колесу с шинами низкого давления. Колеса снабжены барабанными тормозами. Поворотное хвостовое колесо с гидроамортизатором при посадке жестко фиксировалось. Уборка шасси осуществлялась вверх и вперед. Колеса основных опор шасси в убранном положении выступали за контур гондол двигателей, обеспечивая безопасность при посадке с невыпущенным шасси[3].
- Силовая установка — два поршневых 14-цилиндровых двухрядных звездообразных карбюраторных двигателя воздушного охлаждения Pratt & Whitney R-1830S1C3G, мощностью 1200 л.с. каждый. Применялись также другие двигатели для различных модификаций самолетов. Двигатели устанавливались в аэродинамических мотогондолах на центроплане и закрывались трехсекционными капотами. Двигатели крепились к противопожарной перегородке через резиновые антивибрационные втулки. Конструкция крепления обеспечивала быструю замену двигателя. Воздушный винт трёхлопастный, изменяемого шага. Диаметр винта 3,34 м. Топливо объемом 2760 литра находилось в двух основных и двух вспомогательных баках, расположенных в центроплане. Масляные баки находятся в мотогондолах[3].
- Самолетные системы и оборудование:
  - Система управления смешанная — управление элеронами и рулями тросовая от рулевых колонок и педалей. Управление двигателями при помощи тяг, проходящих через центроплан в мотогондолы. Система уборки и выпуска шасси при помощи гидравлики.
  - Противообледенительная система —на передних кромках крыла и стабилизатора применена пневматическая противообледенительная система периодического действия. Воздушные винты, карбюраторы и окна кабины пилотов обогревались жидкостной противобледенительной системой.
  - Система обогрева, вентиляции и кондиционирования кабины экипажа и пассажирского салона — температура поддерживалась при помощи термостатической системы обогрева от двигателей. Воздух подогревался расположенным под полом салона радиатором. Вентиляция обеспечивалась непрерывным поступлением свежего воздуха через вентиль в носовой части самолета.
  - Электрическая система на борту, напряжением 12 В и 24 В постоянного тока, обеспечивалась двумя генераторами с приводом от двигателей и двумя аккумуляторами.
  - Приборное и радионавигационное оборудование — радиостанция, радиополукомпас, радиовысотомер, автопилот, высотомер, указатель скорости, авиагоризонт, указатель поворота и т.д. Тип оборудования мог меняться в зависимости от требований заказчика[3].

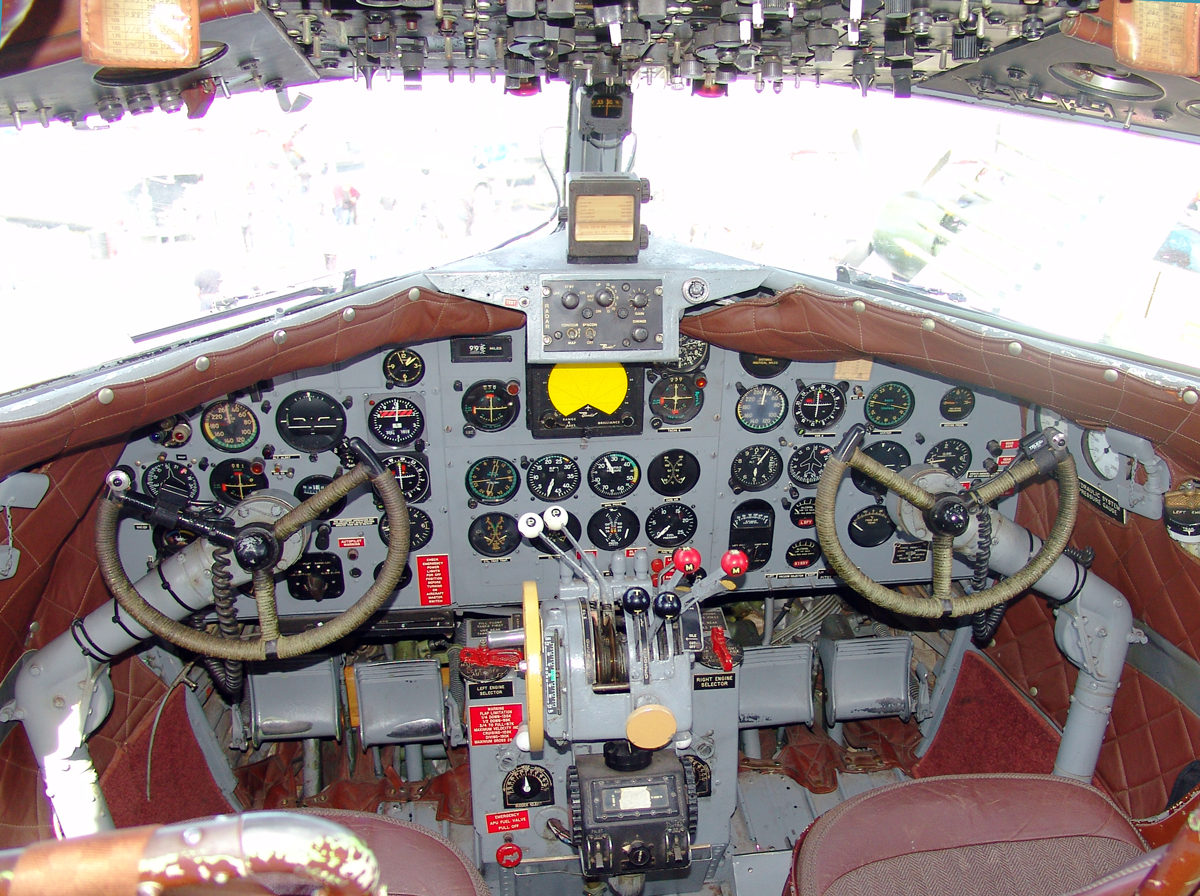
Кабина DC-3

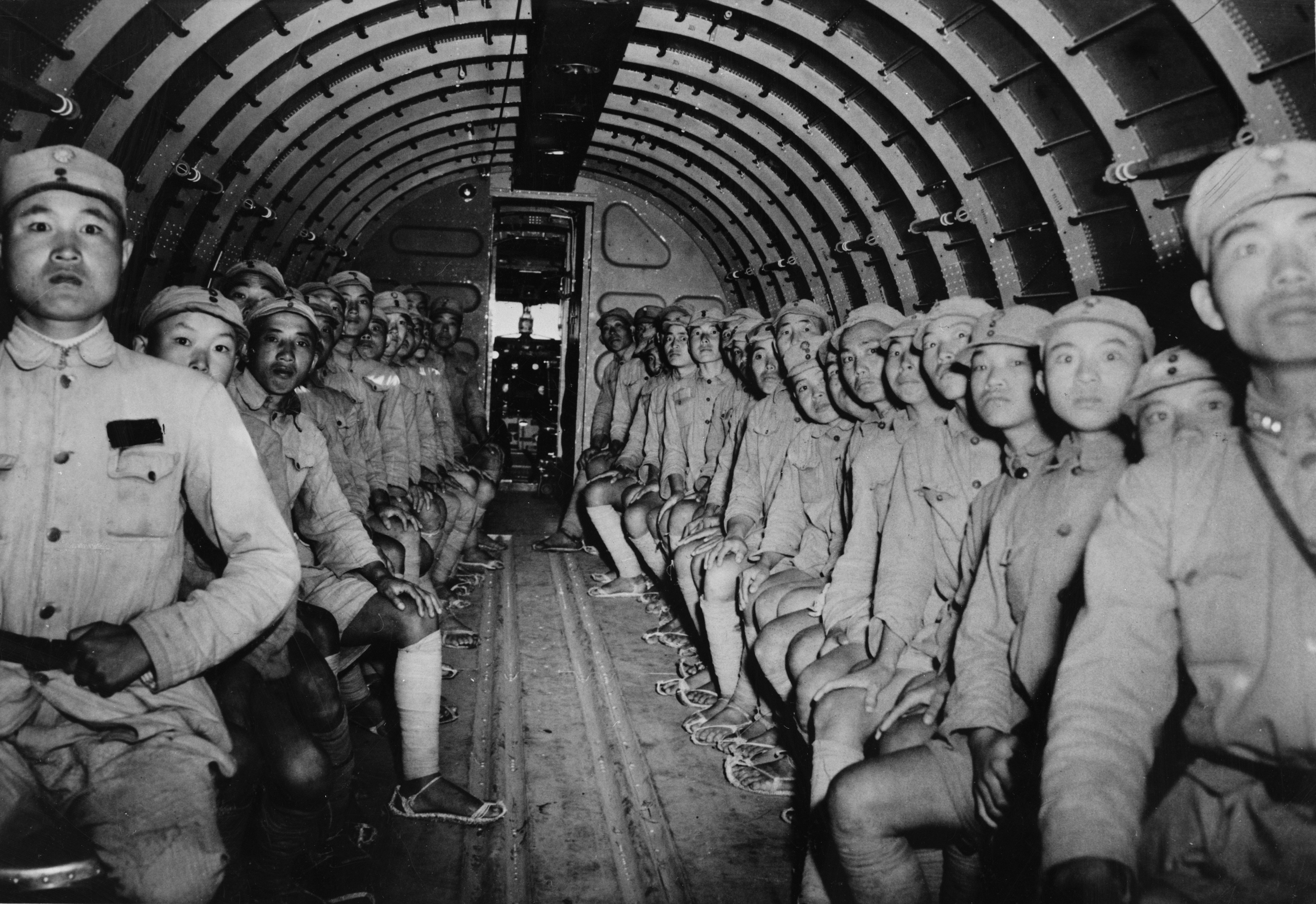
Фюзеляж изнутри.

## Производство
Самой массовой и популярной оказалась появившаяся в 1937 году модификация самолета с салоном на 21 посадочное место и багажным отделением. К этому времени прекратили производство «спальных» самолётов DST и DC-2. Самолёты DC-3 оказались очень востребованы и производство шло по нарастающей. Массовый выпуск стал возможен благодаря тщательной технологической подготовке производства. Чтобы добиться максимальной взаимозаменяемости деталей, узлов и агрегатов планера был применён плазово-шаблонный метод производства.
Производственных мощностей авиационного завода фирмы «Douglas Aircraft» в Санта-Монике не хватало для выполнения всех заказов DC-3 и дополнительно было организовано производство на новом предприятии в Лонг-Бич. К моменту нападения Японии на Перл-Харбор было выпущено 430 самолётов DC-3. По общему количеству самолётов DC-3 обогнал все остальные авиалайнеры. Хотя первоначально фирма рассчитывала на продажу только 50 экземпляров.
После вступления США во Вторую мировую войну потребовалось большое количество транспортных самолётов. Лучше всего для этих целей подходил DC-3. Транспортный вариант самолёта DC-3 назывался C-47 Skytrain.
Всего за годы войны было выпущено более 10 000 транспортных самолётов различных модификаций на базе DC-3. Заводы в Санта-Монике и в Лонг-Бич не справлялись выполнением военных заказов, поэтому был построен новый авиационный завод в Оклахома-Сити. Максимальный выпуск самолётов в месяц доходил до 570 экземпляров.
DC-3 выпускался не только в США. Голландская фирма Fokker пыталась организовать лицензионное производство самолёта на своем предприятии, но безуспешно — была освоена только сборка. Самолёты производили на заводе в Санта-Монике, перегоняли в Нью-Йорк, где разбирали и на судах переправляли в Голландию. В Голландии их вновь собирали на фирме Fokker. Так было выпущено 14 самолётов.
В Японии фирма «Showa» первоначально собрала два самолёта из агрегатов изготовленных в Санта-Монике, а затем организовала самостоятельное производство и изготовила 414 самолетов с двигателями Mitsubishi Kinsei. По сублицензии фирма «Nakajima» выпустила 71 самолёт. В Японии эти самолёты получили обозначение L2D Tabby. Большая часть японских самолётов эксплуатировалась военными.
Наибольшее количество лицензионных DC-3 было изготовлено в СССР. Согласно заключённому контракту фирма Douglas должна была поставить несколько экземпляров DC-3 и комплектов для сборки, полную документацию на самолёт, а также провести обучение советских авиационных инженеров на заводе в Санта-Монике. Первые советские самолёты DC-3 были собраны целиком из деталей фирмы Douglas. В 1939 году было начато серийное производство под названием ПС-84. Позже самолёт получил название Ли-2. В СССР самолёт выпускался на нескольких авиационных заводах. Производство продолжалось до 1952 года. Всего было изготовлено 4937 самолётов.  
- США: 10 655 самолётов на заводах в Санта-Монике и Лонг-Биче в Калифорнии и в Оклахома-Сити в гражданском варианте DC-3 (607) и военном варианте C-47 (10 048).
- СССР: 4937 (по другим источникам — более 6000) самолётов (ПС-84 и Ли-2).
- Япония: 487 самолётов, заводы Showa и Nakajima, транспортные варианты L2D2-L2D5 Type 0.

## Эксплуатация
Эксплуатация самолета  DC-3 началась летом 1936 года. Вскоре он стал основным транспортным самолетом на авиалиниях средней протяжённости. К 1938 году на его долю приходилось 95% всего объема воздушных перевозок США. Одним из главных достоинств самолета DC-3 были его отличные экономические характеристики: он стал первым пассажирским самолетом, эксплуатация которого стала рентабельной без почтовых перевозок. Авиакомпании получили возможность получать прибыль и стать независимыми от государственных дотаций.
По окончании Второй Мировой войны вооружённые силы союзников стали продавать С-47 по остаточной стоимости. Гражданские авиакомпании переделывали грузовой отсек в пассажирский салон, перекрашивали и выпускали на линии. До 1950 года не было ни одной авиакомпании, где бы не эксплуатировались DC-3 различных модификаций. По долговечности этому самолету нет равных.
Основные авиакомпании США, эксплуатировавшие DC-3:
- American Air Lines — всего за все время эксплуатации через авиакомпанию прошло 114 самолетов DC-3 различных модификаций. Сделав ставку на DC-3, авиакомпания к 1939 году вышла на первое место по пассажирообороту на внутренних авиалиниях. После вступления США во Вторую Мировую войну  авиакомпания стала обслуживать военное ведомство. Почти половина парка самолетов DC-3 работала на армию США. Сотрудники авиакомпании обучали военных пилотов и наземный персонал, а также занимались перевозкой личного состава и военных грузов. В августе 1943 года DC-3 открыл первую в стране грузовую линию от Атлантики до Тихого океана — из Нью-Йорка до Лос-Анжелеса. Самолеты авиакомпании работали также в Австралии, Индии и Марокко. За время эксплуатации авиакомпанией было потеряно в авиакатастрофах двенадцать DC-3[3].
- Delta Air Lines — самолеты DC-3 этой авиакомпании вышли на линии в декабре 1940 года. Всего в парке авиакомпании эксплуатировалось 23 самолета DC-3. В годы войны самолеты использовались Пентагоном для перевозок и обучения персонала. В 1945 году самолеты летали на маршрутах Форт-Уэрт — Чикаго и Чикаго — Майами с четырьмя промежуточными посадками. Позже их использовали на региональных линиях, а с 1957 года на грузоперевозках. Последний самолет DC-3 из парка авиакомпании был продан в 1962 году. За время эксплуатации в летных происшествиях было потеряно три самолета[3].
- Eastern Air Lines — в парке авиакомпании находилось 37 самолетов DC-3. Компания очень интенсивно эксплуатировала DC-3, что положительно отразилось на ее экономических показателях. Количество рейсов на основной линии Нью-Йорк — Вашингтон увеличилось до пятнадцати. В зимнее время самолеты также использовались на трассе Нью-Йорк - Флорида, время в пути составляло восемь часов. В годы войны часть самолетов была реквизирована военным ведомством, хотя пассажирские перевозки продолжались. В авиакомпании DC-3 прослужили 17 лет. За время эксплуатации в катастрофах было потеряно девять DC-3[3].
- Northwest Air Lines — всего в авиакомпании эксплуатировалось 35 самолетов DC-3. Для работы на этих самолетах авиакомпания впервые пригласила на работу стюардесс. Благодаря DC-3 доходы от перевозки пассажиров в 1940 году превысили доходы от авиапочты. В результате летных происшествий два самолета были потеряны[3].
- Pan American Airways — поставки DC-3 в авиакомпанию начались в 1937 году. Всего с 1937 по 1942 годы было заказано 49 самолетов различных модификаций. С 1942 по 1951 годы на вторичном рынке у военного ведомства было приобретено порядка 30 самолетов. Всего за время эксплуатации через авиакомпанию прошло не менее 90 самолетов DC-3[3].
- TWA — первоначально авиакомпания эксплуатировала DC-3 в варианте DST. Девять самолетов использовались в следующей компоновке: в передней части салона располагалось восемь спальных мест, а в задней части были установлены диваны, где могли сидеть девять человек. Эти самолеты эксплуатировались на трассе Нью Йорк — Лос-Анджелес. Самолеты DC-3 в стандартной комплектации использовались на линии Нью-Йорк — Чикаго. Всего в парке авиакомпании находилось 76 самолетов DC-3. За время эксплуатации было потеряно восемь самолетов[3].
- United Air Lines — В 1936-1937 гг. авиакомпания приобрела 15 самолетов DC-3 в варианте DST и эксплуатировали их на линии Нью-Йорк — Сан-Франциско. Продолжительность полета составляла 15 часов. Горячее питание для пассажиров этого маршрута готовили швейцарские повара. DC-3 в стандартной комплектации использовались на линиях связывающих между собой крупнейшие города США. Первая катастрофа, случившаяся с DC-3, произошла с самолетом, принадлежавшим этой авиакомпании. Для эффективного расследования будущих инцидентов, авиакомпания установила на самолеты устройство, названое «анализатором полета». Оно регистрировало основные характеристики полета и в случае летного происшествия предоставляло проверяющим объективные данные. Это устройство, получившее название «черный ящик», стало штатным на всех самолетах и других авиакомпаний. В авиакатастрофах было потеряно девять самолетов DC-3. Всего в авиакомпании эксплуатировалось 114 экземпляров DC-3. Эксплуатация на линиях продолжалась до 1951 года. Последний самолет был продан в 1956 году[3].

## Лётно-технические характеристики
| Douglas DC-3:              | |
| Параметр                   | Показатель |
| Экипаж                     | 2 |
| Пассажиров                 | 18-32 |
| Длина, м                   | 19,66 |
| Размах крыла, м            | 29,98 |
| Высота хвоста, м           | 5,16 |
| Площадь крыла, м²          | 91,7 |
| Двигатели                  | Два Wright R-1820 Cyclone 9 (ранние самолёты) или два Pratt & Whitney R-1830 Twin Wasp S1C3G, начиная с версии самолёта C-47 и позже. Два АШ-62ИР (М-62) - Ли-2 (ПС-84) в СССР. |
| Тяга                       | 1200 PS |
| Макс. скорость, км/ч       | 368 |
| Крейсерская скорость, км/ч | 297 |
| Дальность полёта, км       | 2160 |
| Фюзеляж                    | Узкий |
| Высота полёта, м           | 7350 |
| Вес пустого, кг            | 7700 |
| Макс. взлётный вес, кг     | 13 190 |
| Расх. топл. на 100 км, л   | 135-175 |

## Сохранившиеся экземпляры

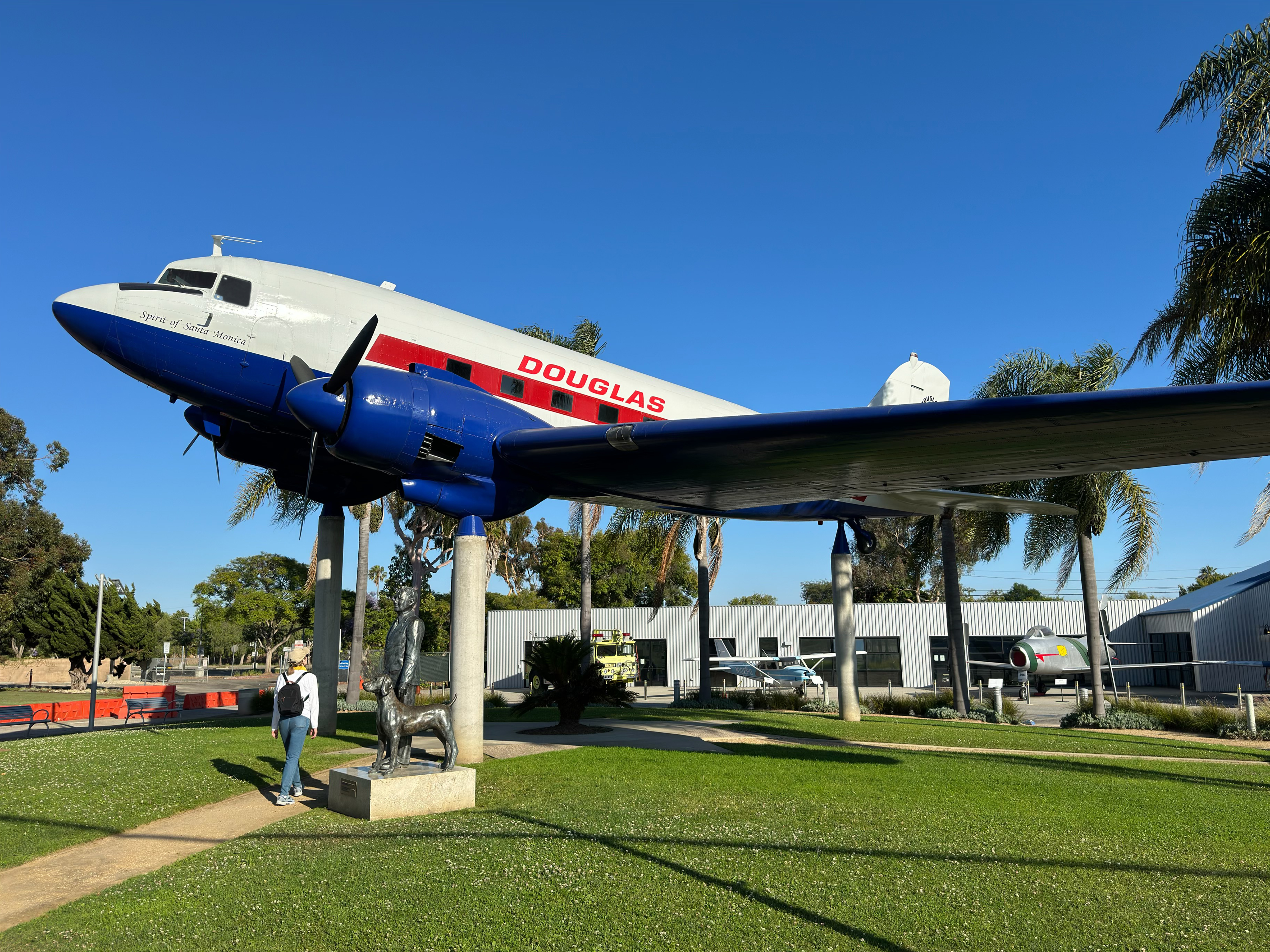
Douglas DC-3 построенный в 1942 году. Выставлен в музее аэропорта Санта Моника, Калифорния, 2024 год

В августе 2016 года в Красноярск был доставлен для экспозиции в музее освоения Севера отлично сохранившийся экземпляр самолёта C-47-DL, совершившего с пассажирами жёсткую посадку в 1947 году в таймырской тундре.
На частном аэродроме «Боровая» под Сургутом есть действующий самолёт DC-3.
В Музейном комплексе УГМК (Свердловская область, г. Верхняя Пышма) стоит DC-3.
В музее аэропорта Санта Моника, Калифорния выставлен Douglas DC-3, построенный в 1942 году.
В мире, в том числе в США, эксплуатируется ещё довольно много модификаций DC-3 как с оригинальными двигателями, так и ремоторизованые версии.

## Потери самолётов

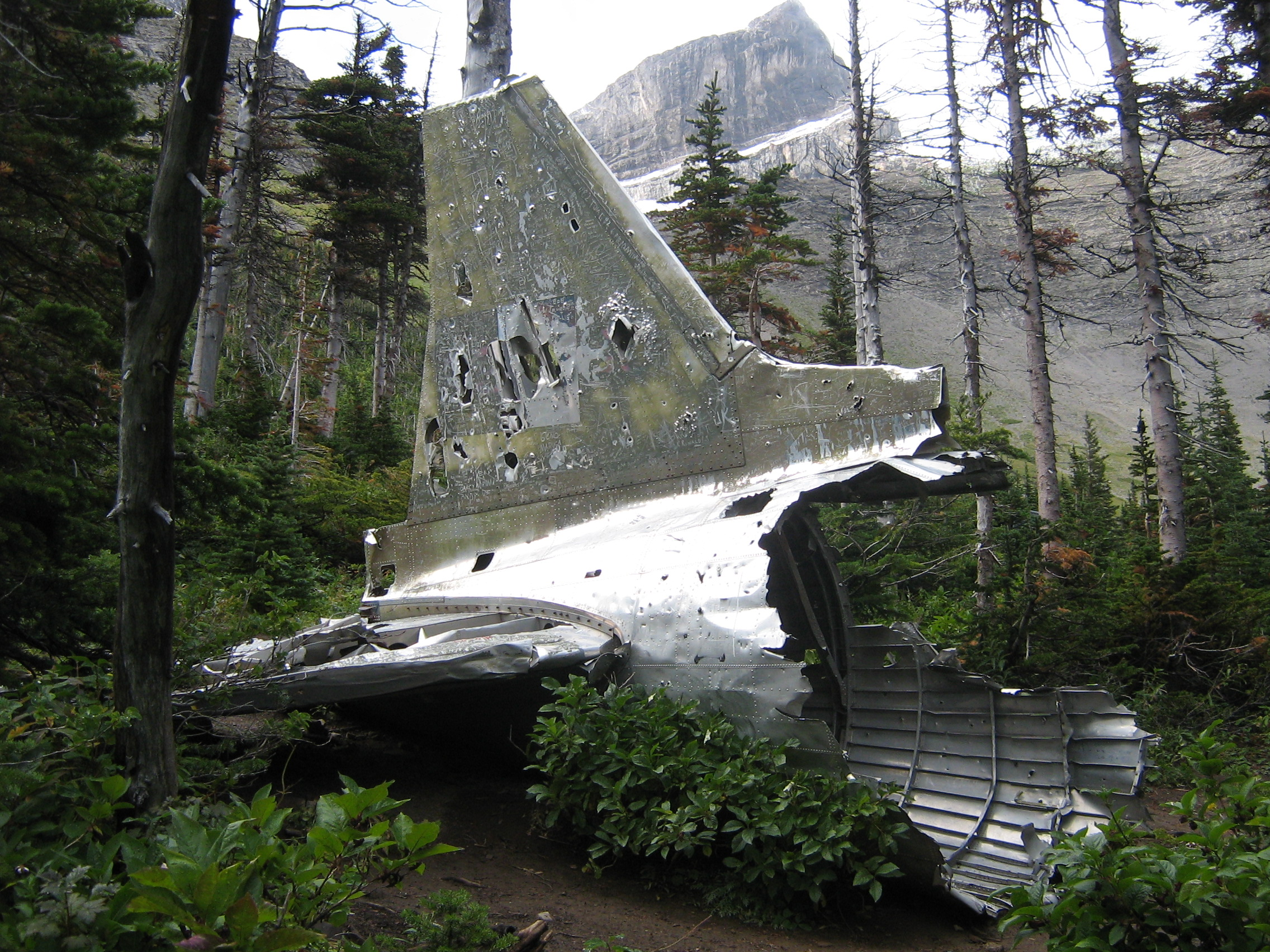
Обломки самолёта Royal Canadian Air Force Dakota DC-3, разбившегося 19 января 1946 года

На 6 мая 2019 года по неофициальным зарубежным данным в различных инцидентах было потеряно 3938 самолётов типа Douglas DC-3. В катастрофах погибло 14801 человек.
| Дата       | Бортовой номер                                    | Место катастрофы                                                | Жертвы | Краткое описание |
| ---------- | ------------------------------------------------- | --------------------------------------------------------------- | ------ | --- |
| 01.06.1943 | G-AGBB                                            | Бискайский залив                                                | 17/17  | Самолёт был атакован в пути восемью немецкими дальними истребителями Junkers Ju 88 и упал в Бискайский залив. |
| 10.01.1945 | NC33645                                           | Бербанк                                                         | 24/24  | Заходил на посадку в Бербанкский аэропорт, но затем экипаж отменил заход, приняв решение следовать в Палмдейл. Однако через несколько минут авиалайнер врезался в горы к северо-востоку от аэропорта Бербанка и разрушился.                                                      |
| 22.01.1947 | NC25684                                           | Чапарра                                                         | 14/15  | Через час после вылета из промежуточной остановки в Арекипе врезался в горы в районе Чапарра (провинция Каравели) и разрушился. |
| 23.04.1947 | серийный номер — 42-32892, заводской номер — 9118 | Таймыр                                                          | 9/30   | Жёсткая посадка с пассажирами на борту. |
| 28.12.1948 | NC16002                                           | Мексиканский залив                                              | 32/32  | Пропал без вести. |
| 09.09.1949 | CF-CUA                                            | Сот-о-Кошон                                                     | 23/23  | Вскоре после взлёта неожиданно взорвался, после чего рухнул у поселения Сот-о-Кошон. |
| 09.10.1949 | серийный номер — 43-16062                         | Канада, Нунавут, Кикиктани, Эллеф-Рингнес, метеостанция Исаксен | 0/10   | Военно-транспортная версия C-47. Неудачная попытка взлёта из-за перегрузки и обледенения крыльев. |
| 03.01.1961 | AY-311                                            | Койвулахти, 10,5 км северо-северо-восточнее Ваасы               | 25/25  | Экипаж из-за своей недисциплинированности выполнял полёт с нарушениями, а при заходе на посадку неверно определил своё местонахождение и выполнил неправильный манёвр. Выйдя из-под контроля, неуправляемый самолёт упал в лес в десяти километрах от аэропорта и разрушился.    |
| 03.04.1961 | CC-CLDP                                           | Анды, 360 км от Сантьяго                                        | 24/24  | Самолёт LAN Chile Flight 210 разбился, предположительно из-за обледенения. Обломки найдены 9 февраля 2015 года. |
| 03.01.1961 | N15570                                            | гора Уитни                                                      | 35/35  | Выполнял пассажирский рейс из Хоторна в Бербанк, но спустя почти полтора часа с момента вылета врезался в горный склон |
| 05.01.2009 | C-GEAJ                                            | Антарктида                                                      | 0/4    | Самолёт BT-67 «Баслер» (на базе DC-3C) потерпел крушение после вылета со станции Новолазаревской к вездеходам в трёхстах километрах от станции (74°04′56″ ю. ш. 10°54′28″ в. д.). По сообщению источника «из-за плохой видимости самолёт врезался в гору на уровне 3200 метров». |
| 17.10.2009 | RP-C550                                           | Манила, Международный аэропорт имени Ниноя Акино                | 4/4    | Самолёт Douglas C-47D RP-C550 Victoria Air разбился при взлёте в аэропорту Манилы. Самолёт перевозил авиационное топливо в аэропорт Пуэрто-Принсеса. В результате пожара было уничтожено двадцать два жилых дома.                                                                |
| 07.04.2016 | HK-2663                                           | Пуэрто-Гайтан                                                   | 0/3    | Самолёт DC-3 вскоре после вылета из аэропорта Пуэрто-Гайтан совершил вынужденную посадку, в результате чего загорелся. 3 человека получили ранения. |
| 21.07.2018 | N47HL                                             | Аэропорт Бернет (Техас)                                         | 0/13   | У самолёта DC-3 произошла авария при попытке взлёта из аэропорта Бернет (штат Техас), в результате чего самолёт выехал за пределы ВПП и загорелся. 5 человек получили ранения.                                                                                                   |
| 21.01.2019 | N467KS                                            | Кидрон (Огайо)                                                  | 2/2    | Приземлился в 300 метрах от ВПП, при попытке ухода на второй круг зацепил ЛЭП и деревья. |
| 09.03.2019 | HK-2494                                           | Сан-Мартин                                                      | 14/14  | При заходе на посадку отказал двигатель, при визуальном поиске ВПП потерял высоту и разрушился. |

## Сопоставимые самолёты
- Ли-2
- Ил-12
- Ил-14
- Junkers Ju 52
- Boeing 247
- Vickers VC.1 Viking
- Saab 90 Scandia
- Basler BT-67 — современная модификация DC-3, выпущено 58 единиц
- Cessna C-106 Loadmaster